# 為永幸音
為永幸音（2004年2月9日—）日本長野縣出身、為早安家族所屬團體ANGERME第九期成員，成員代表色為粉紅色。血型為O型。原為Hello! Pro研修生第28期生。

## 個人簡歷

### 2017年
- 參加『ハロー!プロジェクト新メンバーオーディション』，落選。
- 12月10日，與橋本桃呼・後藤咲香・出頭杏奈・窪田七海・金光留々・松原ユリヤ，加入Hello! Pro研修生成為第28期生。

### 2020年
- 7月26日，在『Hello! Project 研修生発表会2020 ～夏の公開実力診断テスト～』演唱後藤真希的「抱いてよ! PLEASE GO ON」獲得「舞蹈賞」。
- 11月2日，宣布加入ANGERME。其同期成員為川名凜、松本若菜。

## 人物介紹
- 興趣是到能量點巡禮、追劇、拉筋。
- 喜歡的音樂類型為J-POP。
- 喜歡的運動為舞蹈、長跑、足球及躲避球。
- 座右銘為「笑顔は人を幸せにする」。
- 在加入Hello! Pro研修生前，作為當地偶像在家鄉長野縣進行活動。

## 相關團體
- ANGERME（2020年－）

## 外部連結
- 為永幸音-HelloProject官方網站介紹 （页面存档备份，存于）